# Itapecerica da Serra (gemeente)
Itapecerica da Serra is een gemeente in de Braziliaanse deelstaat São Paulo. De gemeente telt 161.983 inwoners (schatting 2009).

## Aangrenzende gemeenten
De gemeente grenst aan Cotia, Embu, Embu-Guaçu, São Lourenço da Serra en São Paulo.

## Geboren
- Natan (2001), voetballer